# Галамбош, Габор
Габор Галамбош (венг. Gabor Galambos; род. 31 декабря 1988) — венгерский шорт-трекист,  4-кратный призёр чемпионата Европы по шорт-треку; 

## Спортивная карьера
В 2004 году Галамбош впервые вышел на международный уровень, участвуя на юниорском чемпионате мира в Пекине, где так и не дошел до финала. Даже год спустя в Белграде ему не удалось пройти в четвертьфиналы во всех гонках и он остановился только на 19-м месте в многоборье. В 2005 году он также впервые стартовал на чемпионате Европы в Турине, на котором был 21-м в общем зачёте. 
В январе 2007 года на юниорском чемпионате мира в Млада Болеславе он занял 12-е место в общем зачёте, а на чемпионате Европы по шорт-треку в Шеффилде выиграл бронзовую медаль на дистанции 500 м и в эстафете венгерская команда с результатом 7:05.326 финишировала второй, уступив первенство соперникам из Германии (7:03.185 — 1-е место), обогнав при этом команду из Великобритании (7:09.812 (+6.62) — 3-е место).
В феврале 2007 года Галамбош занял 2-е место в общем зачёте на национальном чемпионате Венгрии. Следом он дебютировал на домашнем командном чемпионате мира в Будапеште и с командой дошёл до 5-го места. Через год на очередном чемпионате Европы в Вентспилсе Габор был единственным венгром, кто попал на подиум, выиграв бронзу в беге на 1000 м. 
Успешным для Габора стал 2009 год, когда он выиграл бронзу в эстафете на чемпионате Европы в Турине и занял 7-е место в беге на 500 м. Он также дебютировал в сезоне 2008/09 годов на Кубке мира и смог дважды занять 6-е место на дистанции 500 м на этапах в Пекине и Ванкувере. В последнем своём сезоне 2009/10 годов он участвовал только в Кубке мира, но высоких результатов не показал. В 2010 году завершил карьеру.